# Iglesia de Santa María (Viu de Llevata)
Santa María de Viu de Llevata es la iglesia parroquial románica del pueblo de Viu de Llevata, municipio propio hasta 1968, y actualmente perteneciente al término de Pont de Suert.
Se trata de una de las iglesias más notables de la comarca, tras las de la Valle de Bohí. Consta de una sola nave dividida en tres tramos por arcos torales, y ábside semicircular a levante. Tiene un campanario en el ángulo noreste.
Construida en el siglo XII gracias al mecenazgo de las cuentas de Erill, pertenecía al obispado de Roda de Isábena y fue consagrada por el obispo Ramón el 19 de diciembre de 1018. Su datación, 30 años antes que algunas de las extraordinarias iglesias románicas del Valle de Bohí, le pueden otorgar el plus de precursora de las joyas del románico pirenaico leridano. Fue declarada Bien Cultural de Interés Nacional en 1985 y desde entonces ha sufrido diversas reformas y obras de mantenimiento (1972, 1992, 2004) recuperando la estructura originaria.
Todo el ajuar de la iglesia muestra una obra cuidada, bella, de la segunda mitad del siglo XII. Tiene una notable puerta, a mediodía, construida en un muro que sobresale del plano de la fachada sur, con cinco arcos concéntricos.

## Descripción

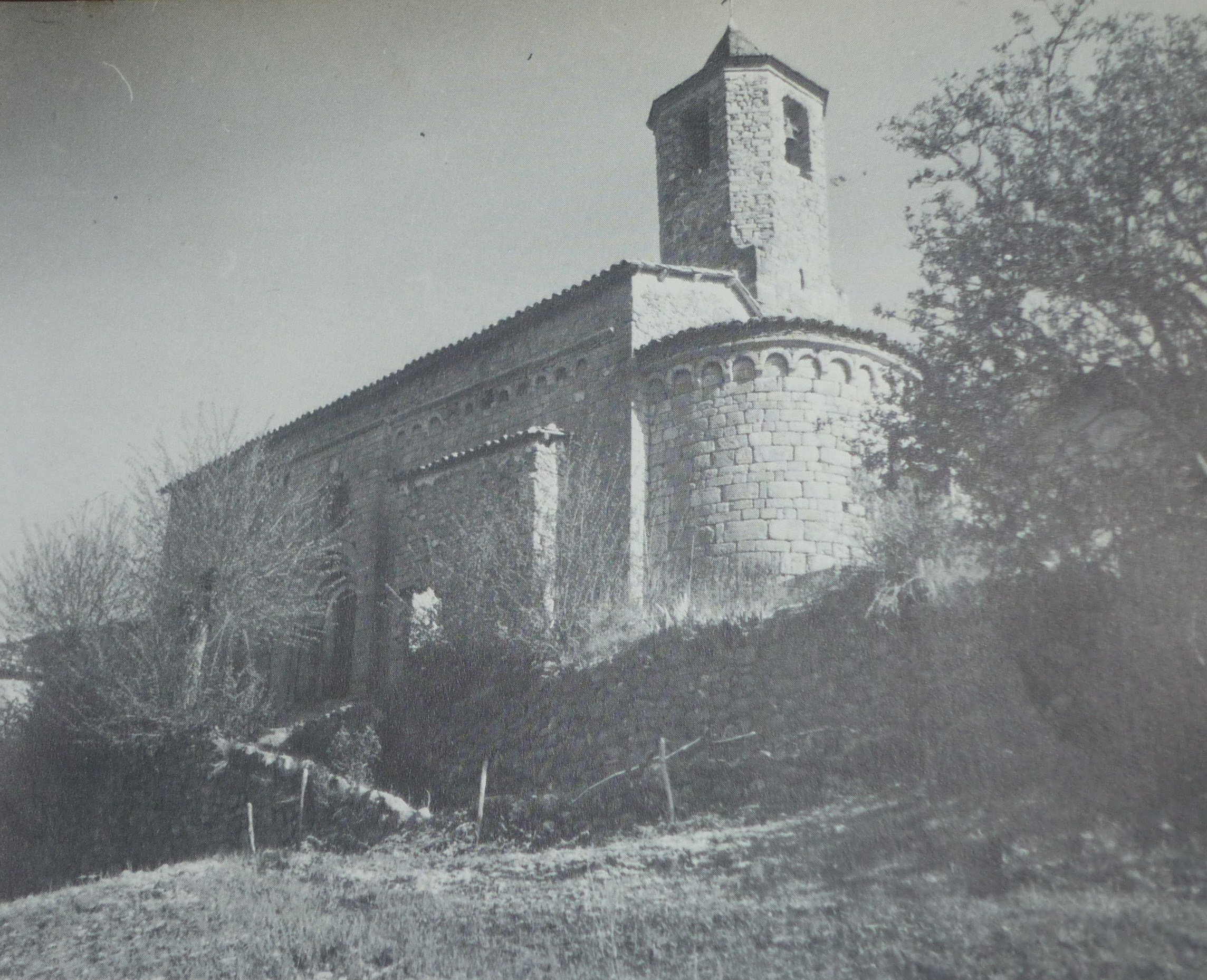
Iglesia de Santa María de Viu de Llevata.

La iglesia es de una sola nave con un ábside semicircular de grandes dimensiones con arcos lombardos y una aspillera de medio punto en el centro. Alrededor de su puerta, orientada al mediodía, encontramos cuatro arquivoltas románicas (las impares, de perfil cuadrado y las pares, en arco de medio punto sobre capiteles y columnas) y el arco interior. Los pilares y columnas están decorados con temas vegetales. Los capiteles tanto del exterior como del interior también están labrados. Sobre la puerta hay un crismón con el monograma de Cristo. Al este se encuentra el campanario, que es románico de planta cuadrada hasta media altura donde continúa con planta octogonal. Ha sufrido diversas modificaciones hasta el tejado. En la fachada principal se ha reabierto una pequeña puerta preexistente, llamada «entrada de los recién nacidos», dejándola en el estado original. En su interior se conserva una pila bautismal. Alrededor del ábside se encuentra un pequeño cementerio.

## Descubrimiento de la arqueta de consagración

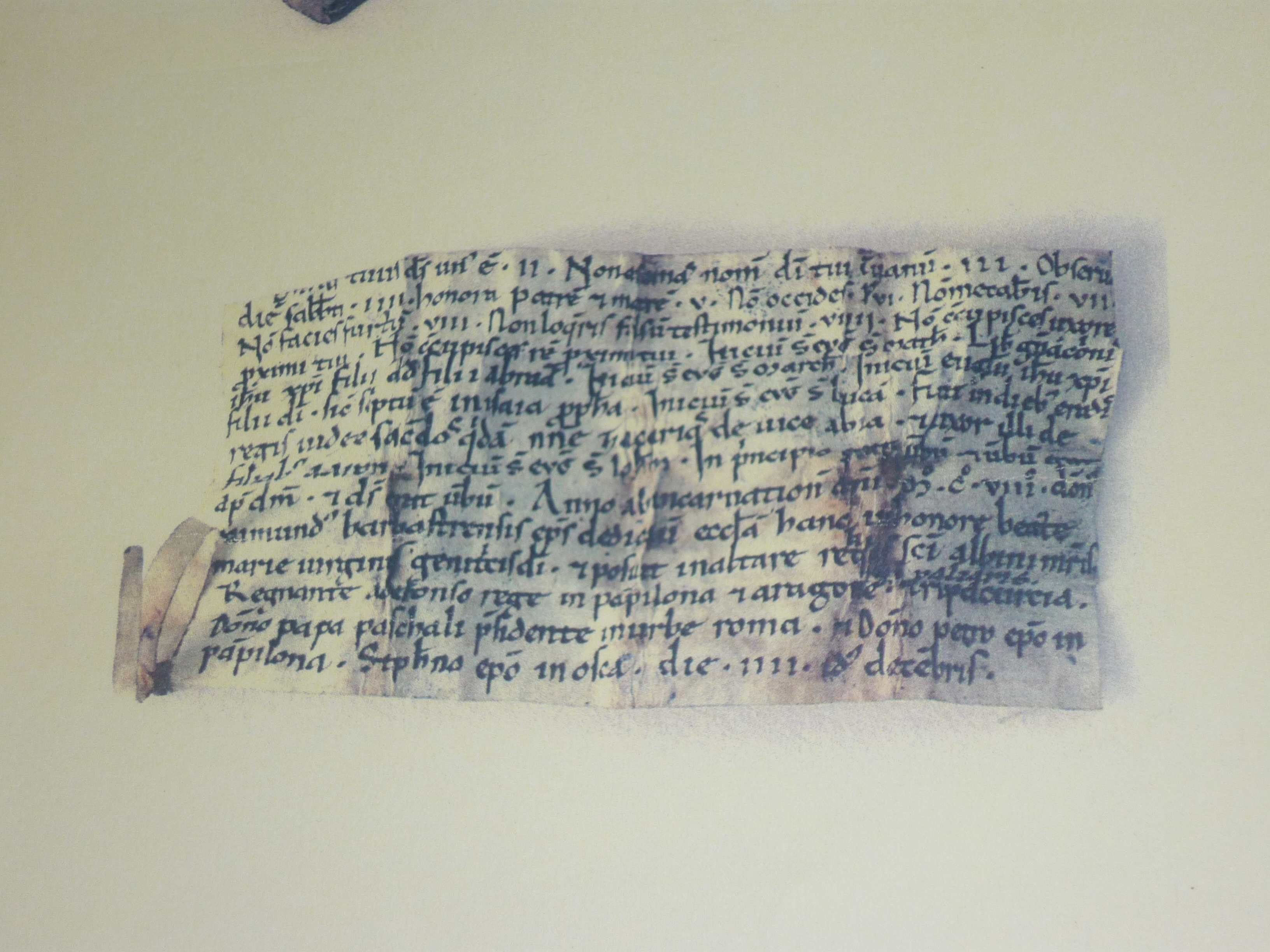
Manuscrito del interior de la arqueta.

En la construcción de edificios singulares, tanto ahora como antes, se simboliza dejando constancia documental de la puesta de la primera piedra o placa de inauguración. En las iglesias adquiere protagonismo, el acta de consagración o dedicación de la iglesia. Lamentablemente, la mayoría de las iglesias del románico no han conservado este preciado documento. La iglesia de Santa María de Viu de Llevata es de las pocas que ha conservado la arqueta que contenía el pergamino original de consagración. Este extraordinario hallazgo se realizó en otoño del año 1972 mientras se realizaban unas obras de reforma interior. Como todas las bonitas historias, este descubrimiento tuvo unos protagonistas conscientes desde el primer momento del valor del hallazgo y de la necesidad de preservarla.
Este es el relato de sus explicaciones:
Los años 70, en Viu, como en el resto de pueblos del Pirineo eran tiempos de soledad, la mayoría de casas se habían cerrado y sus habitantes estaban en Lérida, Manresa, Barcelona ... Solo se quedaron unos pocos resistentes y un cura que si hubiera juntado todos los fieles de la docena de pueblos que visitaba semanalmente, apenas hubiera llenado media iglesia. El sacerdote se llama Joan Mora y estaba y sigue -aunque ahora desde la llanura de Lérida-firmemente comprometido con la gente y su patrimonio religioso. Solo así se explica cómo en una época de escasos recursos se consiguiera subvenciones para rehacer parte de la bóveda central amenazada de derrumbe, el arreglo del tejado y la modificación del altar para ponerlo cara al público y sacar un retablo de escasísimo valor. Se aprovechó también para repicar el yeso y la pintura azul cielo del ábside y la bóveda para hacer lucir la piedra original.

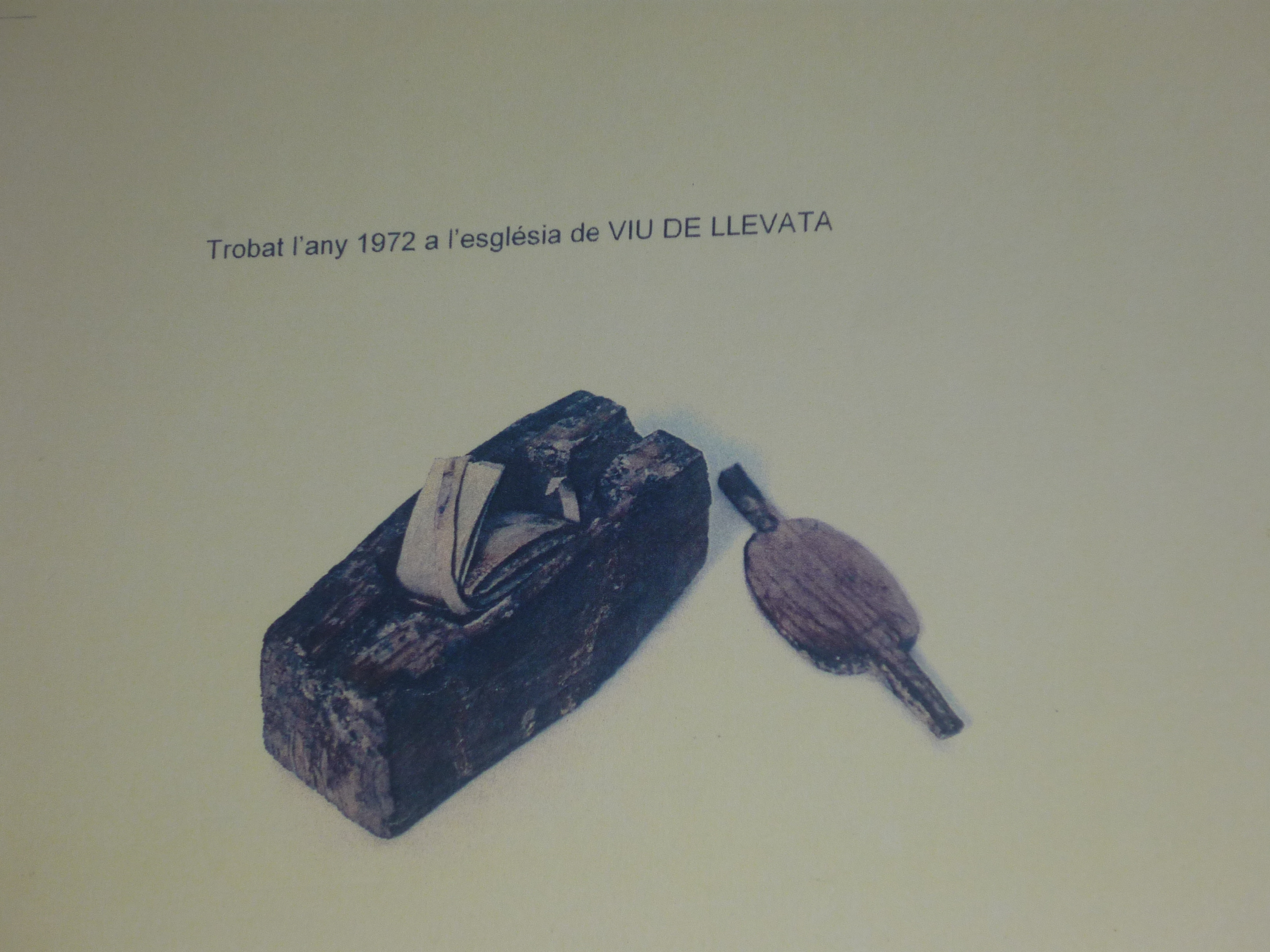
Arqueta de Viu.

Era la tarde de un sábado de otoño y Mn. Juan y Casimir Macià esperaban la llegada de Xavier y Casimir, que estudiaban fuera y venían de fin de semana, para ayudar a quitar la gran piedra rectangular que cubría la base de un altar de obra. La fuerza de los cuatro fue suficiente para moverla y descubrir el tesoro. Un paño de algodón envejecido envolvía una cajita de madera en el interior de la cual apareció el pergamino original del acta de consagración. «Los cuatro lo tuvieron en las manos que les temblaban de emoción». El sacerdote decidió, acertadamente, que había que custodiar este hallazgo en lugar de dejarla en una iglesia en obras. Fue así como la arqueta inició su viaje al museo diocesano de Lérida donde quedó en depósito una larga temporada hasta que fue llevada a Barcelona para ser autentificada, restaurada y hacer la transcripción del latín. Actualmente se puede visitar en el nuevo museo diocesano de Lérida donde tiene el protagonismo que se merece.